# Nhà thờ Chính tòa Đức Mẹ Đồng Trinh Maria lên trời ở Győr
Nhà thờ Chính tòa Đức Mẹ Đồng Trinh Maria lên trời (tiếng Hungary: Mennyekbe Fölvett Boldogságos Szűz Mária székesegyház) hay còn được gọi là Nhà thờ Chính tòa Győr là một nhà thờ thuộc Giáo hội Công giáo, đóng vai trò là một Vương cung thánh đường ở Győr, Hungary. Đồng thời, nhà thờ cũng là nơi đặt trụ sở của Giáo xứ Győr.
Nhà thờ ban đầu được xây dựng theo phong cách Romanesque nhưng đã bị quân Mông Cổ phá hoại vào đầu thế kỷ 11. Từ thế kỷ 13 đến thế kỷ 15, nhà thờ đã được xây sửa lại. Sau khi quân Thổ rút khỏi Hungary, phía bên trong nhà thờ đã được thiết kế lại, từ năm 1635 đến năm 1650, bởi bậc thầy người Ý, Giovanni Battista Rava, theo phong cách thuần Baroque. Riêng tòa tháp của nhà thờ được hoàn thành vào năm 1680. Việc hoàn thiện nhà thờ được kéo dài đến tận những năm 1770. Nhà thờ được trùng tu lần cuối từ năm 1968 đến năm 1972. Năm 1997, nhà thờ được Giáo hoàng Gioan Phaolô II phong hiệu là tiểu Vương cung thánh đường.
Bục thuyết giảng
Bục giảng kinh trong nhà thờ thuộc về thời kỳ nhà thờ được trùng tu lại theo phong cách Baroque, dưới thời Giám mục Ferenc Zichy vào những năm 1770. Tác giả, người thiết kế và điêu khắc bục giảng, đến giờ vẫn chưa được biết là ai nhưng nhiều khả năng là của Melchior Hefele. Bục giảng được thiết kế theo phong cách Hậu Baroque tại phía bên trái của gian giữa giáo đường. Bục giảng được làm từ đá cẩm thạch đỏ, bên cạnh có thang để đi xuống. Bên dưới bục giảng là một cột trụ Doric.
Bục thuyết giảng được chạm khắc bằng các họa tiết hoa hồng, vòng nguyệt quế và lá ô rô mạ vàng. Lan can bằng sắt của bục giảng được làm vào năm 1783 bởi một người thợ có tên viết tắt là (J.K.) đã được khắc vào cửa ra vào trên bục giảng. Màn hướng âm bên trong bục giảng (abat-voix) được sơn giả gỗ màu vàng sẫm và có các họa tiết hoa lá uốn lượn. Trên nóc bục giảng là một bức tượng nữ, một tay cầm chén thánh, một tay cầm mô hình thu nhỏ của nhà thờ. Các bức tượng xung quanh màn hướng âm được chế tác theo phong cách thuần Baroque hơn các phần khác trong bục giảng, điều này cho thấy sự tiến chuyển trong phong cách tranh trí nhà thờ theo hướng Tân cổ điển.

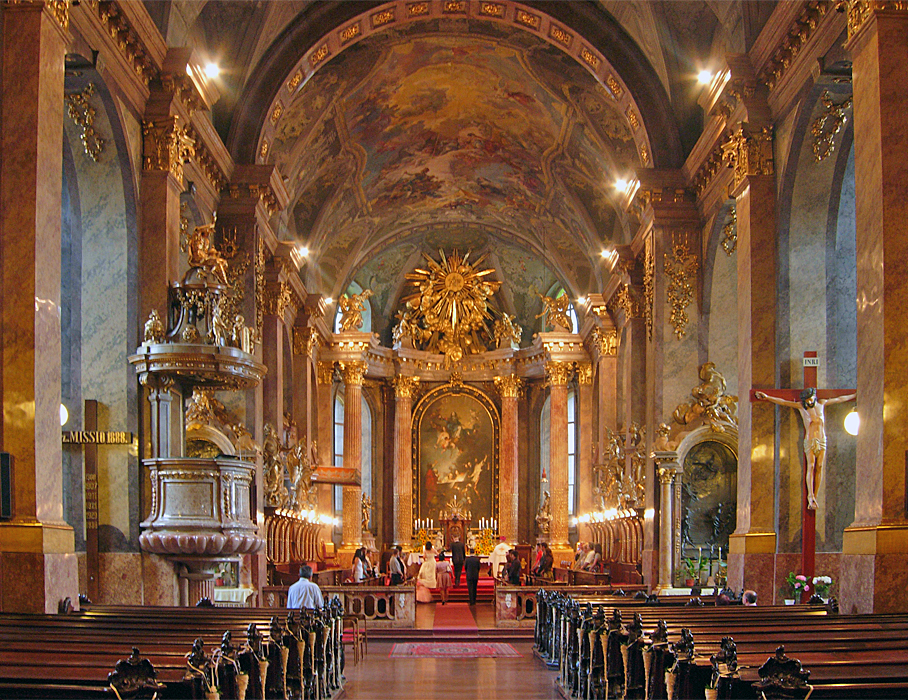
Phía bên trong nhà thờ